# Liste der Monuments historiques in Le Pailly
Die Liste der Monuments historiques in Le Pailly führt die Monuments historiques in der französischen Gemeinde Le Pailly auf.

## Liste der Immobilien
| Bezeichnung       | Beschreibung                            | Standort                                | Kennzeichnung | Schutzstatus | Datum | Bild           |
| ----------------- | --------------------------------------- | --------------------------------------- | ------------- | ------------ | ----- | -------------- |
| Château du Pailly | von 1563 bis 1570 erbaut, im Kern älter | 1 Rue du Breuil-de-Saint-Germain (Lage) | PA00079072    | Classé       | 1921  | weitere Bilder |

## Liste der Objekte
| Bezeichnung                                          | Beschreibung               | Standort                    | Kennzeichnung | Schutzstatus | Datum | Bild |
| ---------------------------------------------------- | -------------------------- | --------------------------- | ------------- | ------------ | ----- | ---- |
| Gemälde Porträt von François Moreau de Saint-Germain | Ölfarbe auf Leinwand, 1637 | im Château du Pailly (Lage) | PM52000536    | Classé       | 1971  |      |